# Milčický potok
Milčický potok je pravostranný přítok řeky Šembery protékající okresy Kolín a Nymburk ve Středočeském kraji. Délka jeho toku činí 10,3 km. Plocha povodí měří 41,0 km².

## Průběh toku
Potok pramení jihozápadně od Chotouně v nadmořské výšce 250 m. Nejprve jeho tok krátce směřuje na sever. Poté se potok obrací k východu, protéká výše zmíněnou vsí a mění směr na severovýchod. Mezi sedmým a osmým říčním kilometrem se obrací na severozápad k obci Tatce, kde jej zleva posiluje Jezírkový potok. Odtud dále směřuje na sever, podtéká železniční trať Praha – Kolín a stáčí se obloukem k obci Milčice, kterou míjí při jejím severozápadním okraji. Dále potok teče na severovýchod. Mezi prvním a druhým říčním kilometrem přibírá zprava Chvalovický potok. Do Šembery se vlévá jihovýchodně od Sadské v nadmořské výšce 186 m. 

### Větší přítoky
- levé – Jezírkový potok
- pravé – Chvalovický potok

## Vodní režim
Průměrný průtok u ústí činí 0,10 m³/s.